# Turnê Lobos
A Turnê Lobos foi a turnê de estreia do cantor brasileiro Jão, em suporte ao seu álbum de estreia Lobos (2018). Dividida em duas partes, a turnê começou em 21 de setembro de 2018, em Belo Horizonte, terminando em 15 de dezembro do mesmo ano em São José do Rio Preto. A segunda parte, que recebeu o nome de Turnê Lobos 2.0, iniciou-se em 12 de janeiro de 2019 em São José dos Campos, terminando em 1 de junho do mesmo ano em Londrina. Foram realizados 46 shows no total.

## Antecedentes

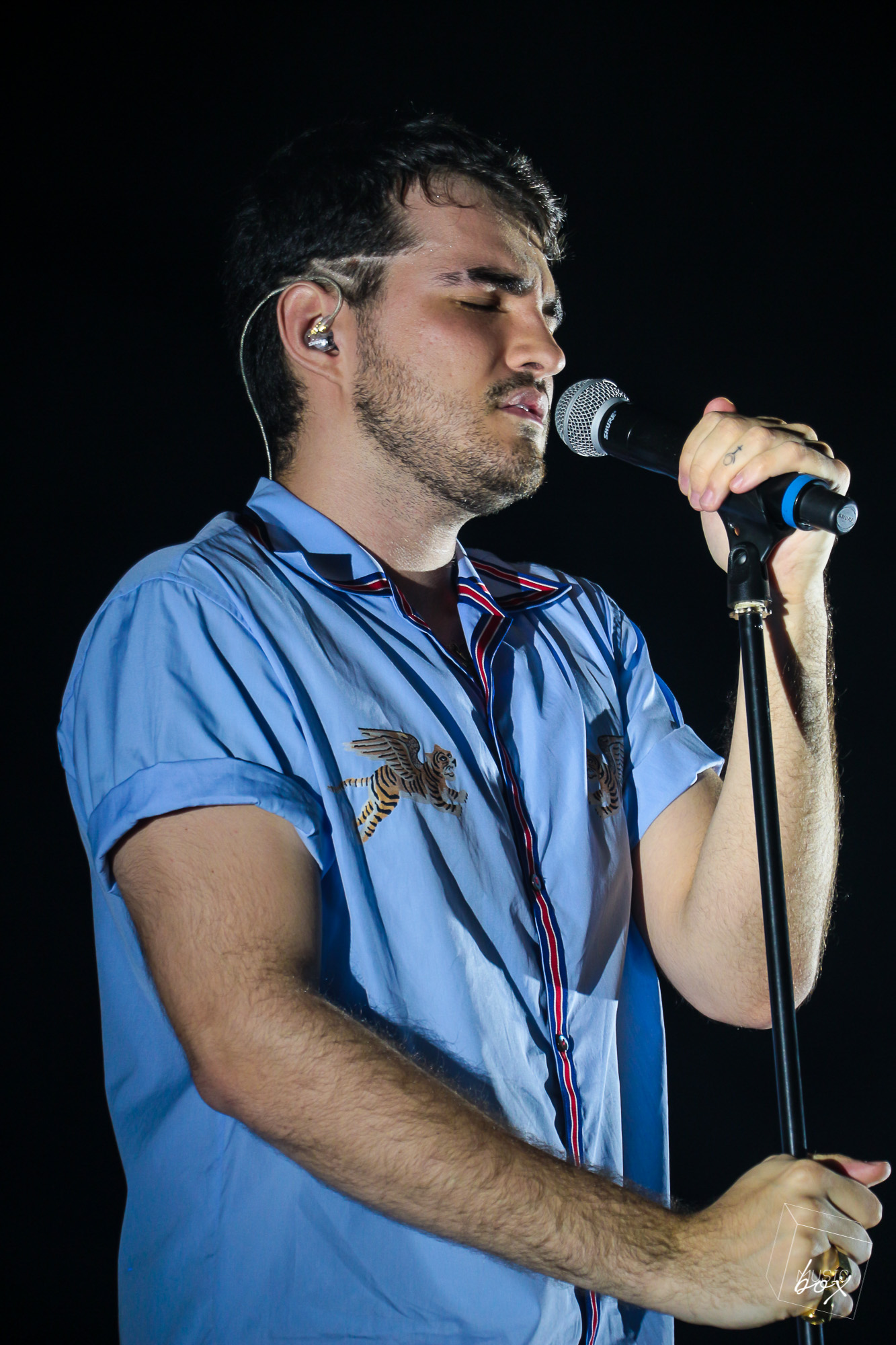
Jão se apresentando no Teatro Riachuelo, Rio de Janeiro, em outubro de 2018

Jão começou a postar vídeos no YouTube dele cantando covers de canções populares em 2016. Eles chamaram a atenção dos produtores musicais brasileiros Pedro Dash e Marcelinho Ferraz. Jão assinou contrato com a Head Media, selo da Universal Music Group. Em novembro de 2016, Jão lançou seu single de estreia, "Dança pra Mim", com Pedrowl. Em fevereiro de 2017, Jão participou do remix de "Medo Bobo". Em outubro de 2017, Jão lançou os singles "Ressaca" e "Álcool". Seus videoclipes foram dirigidos por Gabriel Dietrich. Em dezembro de 2017, Jão participou de "Só Love", canção de Seakret e Buchecha. Em janeiro de 2018, Jão lançou um EP com 4 remixes de Zebu, Goldcash, E-Cologyk e Seakret para "Ressaca".
Em 17 de janeiro de 2018, Jão lançou "Imaturo". Um videoclipe para a canção dirigido por Pedro Tófani foi lançado em 23 de janeiro. A canção alcançou o primeiro lugar da lista Viral Brasil do Spotify. No Brasil, a canção recebeu certificado de diamante. Em fevereiro de 2018, Jão apareceu em Collab, projeto da banda Jota Quest, na faixa "Amor Maior". Em junho de 2018, Jão lançou seu primeiro EP intitulado Primeiro Acústico. Em 14 de agosto de 2018, Jão lançou "Vou Morrer Sozinho" como primeiro single de seu álbum de estreia Lobos.
Lobos foi lançado em 17 de agosto de 2018. Em 13 de dezembro, "Me Beija com Raiva" foi lançada como segundo e último single do álbum. Em 21 de agosto de 2018, através de suas contas nas redes sociais, Jão anunciou as primeiras datas de sua primeira turnê em apoio a Lobos. Em 29 de janeiro de 2019, foi divulgada as datas da segunda parte da turnê intitulada Turnê Lobos 2.0. A Turnê Lobos durou de setembro de 2018 a junho de 2019.

## Repertório
O repertório abaixo é constituído do segundo concerto da turnê, realizado em 28 de setembro de 2018 em São Paulo.
1. "Lindo Demais"
2. "Me Beija com Raiva"
3. "Álcool"
4. "Aqui"
5. "A Rua"
6. "Ainda Te Amo"
7. "Você não Me Ensinou a Te Esquecer"
8. "Imaturo"
9. "Dança pra Mim"
10. "Crazy in Love"
11. "Codinome Beija-Flor"
12. "Ressaca"
13. "Monstros"
14. "Lobos"
15. "Vou Morrer Sozinho"

### Datas
| Data                     | Cidade                | País                 | Local                                          |                      |
| 1ª Fase: Turnê Lobos     | 1ª Fase: Turnê Lobos  | 1ª Fase: Turnê Lobos | 1ª Fase: Turnê Lobos                           | 1ª Fase: Turnê Lobos |
| ------------------------ | --------------------- | -------------------- | ---------------------------------------------- | -------------------- |
| 21 de setembro de 2018   | Belo Horizonte        | Brasil               | Cine Theatro Brasil Vallourec                  |                      |
| 28 de setembro de 2018   | São Paulo             | Brasil               | Cine Joia                                      |                      |
| 30 de setembro de 2018   | São Paulo             | Brasil               | Cine Joia                                      |                      |
| 03 de outubro de 2018    | Fortaleza             | Brasil               | Theatro Via Sul Fortaleza                      |                      |
| 05 de outubro de 2018    | Salvador              | Brasil               | Teatro Jorge Amado                             |                      |
| 13 de outubro de 2018    | Porto Alegre          | Brasil               | Teatro Unisinos                                |                      |
| 19 de outubro de 2018    | Brasília              | Brasil               | Centro de Convenções Ulysses Guimarães         |                      |
| 21 de outubro de 2018    | Goiânia               | Brasil               | Teatro SESI                                    |                      |
| 25 de outubro de 2018    | Rio de Janeiro        | Brasil               | Teatro Riachuelo Rio                           |                      |
| 25 de outubro de 2018    | Rio de Janeiro        | Brasil               | Teatro Riachuelo Rio                           |                      |
| 01 de novembro de 2018   | Curitiba              | Brasil               | Teatro Fernanda Montenegro                     |                      |
| 01 de novembro de 2018   | Curitiba              | Brasil               | Teatro Fernanda Montenegro                     |                      |
| 04 de novembro de 2018   | Uberlândia            | Brasil               | Center Shopping                                |                      |
| 09 de novembro de 2018   | Belém                 | Brasil               | Teatro Estação Gasômetro                       |                      |
| 10 de novembro de 2018   | Manaus                | Brasil               | Teatro Manauara                                |                      |
| 16 de novembro de 2018   | Maceió                | Brasil               | Clube Fênix Alagoana                           |                      |
| 17 de novembro de 2018   | Recife                | Brasil               | Baile Perfumado                                |                      |
| 24 de novembro de 2018   | Porto Alegre          | Brasil               | Pepsi on Stage                                 |                      |
| 30 de novembro de 2018   | São José dos Campos   | Brasil               | Teatro Colinas                                 |                      |
| 14 de dezembro de 2018   | Campinas              | Brasil               | Teatro Iguatemi Campinas                       |                      |
| 14 de dezembro de 2018   | Campinas              | Brasil               | Teatro Iguatemi Campinas                       |                      |
| 15 de dezembro de 2018   | São José do Rio Preto | Brasil               | Recinto de Exposições Alberto Bertelli Lucatto |                      |
| 2ª Fase: Turnê Lobos 2.0 |                       |                      |                                                |                      |
| 12 de janeiro de 2019    | São José dos Campos   | Brasil               | Teatro Colinas                                 |                      |
| 18 de janeiro de 2019    | São Paulo             | Brasil               | Audio                                          |                      |
| 26 de janeiro de 2019    | Belo Horizonte        | Brasil               | Planeta Brasil                                 |                      |
| 02 de fevereiro de 2019  | Garopaba              | Brasil               | Pitaya Club                                    |                      |
| 09 de fevereiro de 2019  | Sorocaba              | Brasil               | Golden Park                                    |                      |
| 16 de fevereiro de 2019  | Rio de Janeiro        | Brasil               | Circo Voador                                   |                      |
| 14 de março de 2019      | Belém                 | Brasil               | Teatro Estação Gasômetro                       |                      |
| 15 de março de 2019      | Manaus                | Brasil               | Teatro Manauara                                |                      |
| 23 de março de 2019      | Fortaleza             | Brasil               | Theatro Via Sul Fortaleza                      |                      |
| 28 de março de 2019      | Florianópolis         | Brasil               | Teatro Ademir Rosa - CIC                       |                      |
| 29 de março de 2019      | Blumenau              | Brasil               | Teatro Carlos Gomes                            |                      |
| 30 de março de 2019      | Joinville             | Brasil               | Teatro Da Liga                                 |                      |
| 04 de abril de 2019      | Belo Horizonte        | Brasil               | Cine Theatro Brasil Vallourec                  |                      |
| 12 de abril de 2019      | Teresina              | Brasil               | Teatro Quatro de Setembro                      |                      |
| 18 de abril de 2019      | Salvador              | Brasil               | Teatro Castro Alves                            |                      |
| 20 de abril de 2019      | Aracaju               | Brasil               | Titanium - Espaço de Eventos                   |                      |
| 04 de maio de 2019       | Jundiaí               | Brasil               | Teatro Polytheama                              |                      |
| 10 de maio de 2019       | Ribeirão Preto        | Brasil               | Theatro Pedro II                               |                      |
| 11 de maio de 2019       | Curitiba              | Brasil               | Coolritiba                                     |                      |
| 18 de maio de 2019       | Campina Grande        | Brasil               | Teatro Facisa                                  |                      |
| 19 de maio de 2019       | São Paulo             | Brasil               | Virada Cultural                                |                      |
| 24 de maio de 2019       | Brasília              | Brasil               | Funn Festival                                  |                      |
| 25 de maio de 2019       | Goiânia               | Brasil               | Madre Teresa                                   |                      |
| 01 de junho de 2019      | Londrina              | Brasil               | Marista                                        |                      |

### Apresentações canceladas
| Data                | Cidade | País   | Motivo |
| ------------------- | ------ | ------ | ------ |
| 22 de março de 2019 | Natal  | Brasil | —      |